# Landricourt, Aisne
Landricourt är en kommun i departementet Aisne i regionen Hauts-de-France i norra Frankrike. Kommunen ligger  i kantonen Coucy-le-Château-Auffrique som ligger i arrondissementet Laon. År 2022 hade Landricourt 129 invånare.

## Befolkningsutveckling
Antalet invånare i kommunen Landricourt
Referens: INSEE